# Hesperhodos vernonii
Hesperhodos vernonii là loài thực vật có hoa trong họ Hoa hồng. Loài này được (Greene) Boulenger mô tả khoa học đầu tiên năm 1937.